# جولييت آند ذا ليكس
جولييت آند ذا ليكس هي فرقة روك أمريكية بقيادة الممثلة والمغنية جولييت لويس. ومن بين أعضاء الفرقة الآخرين عازف الجيتار كريج فيربو وعازف الجيتار إميليو كويتو وعازف الجيتار جيسون ووماك وعازف الطبول إد ديفيس. تشمل أغانيهم الشعبية «أنت تتحدث لغتي» و«قبلة ساخنة». انفصلت الفرقة في عام 2009. اجتمعوا بعرض لوس أنجلوس في عام 2015 تلاه جولة مكثفة عام 2016. في يونيو 2016 أعلنت جولييت لويس عن جولة فردية. في مايو 2018 غرد أعضاء الفرقة بأنهم كانوا في الاستوديو يعملون على موسيقى جديدة.

## روابط خارجية
- موقع MySpace الرسمي
- سجلات المتاعب
- كل الأغاني
- فيديو أداء Lollapalooza 2007 الحي
- صور - تردد 2007
- مقابلة جولييت مع مجلة LeftLion